# Vennesla
Vennesla és un municipi situat al comtat d'Agder, Noruega. Té 14.308 habitants (2016) i té una superfície de 384,48 km². El centre administratiu del municipi és el poble homònim. Vennesla es va separar de Øvrebø en 1861. Øvrebø i Hægeland es van fusionar novament amb Vennesla l'1 de gener de 1964. Es troba a uns 17 km al nord de Kristiansand i per les seves dimensions és el tercer municipi més gran del comtat.

## Informació general

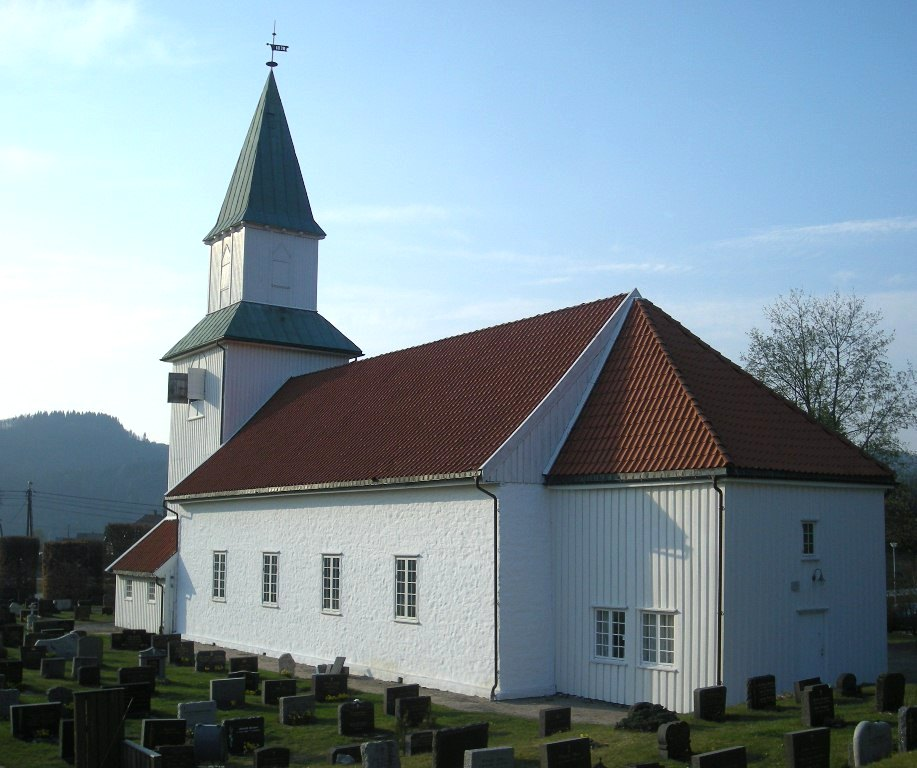
Església de Vennesla.

### Nom
El municipi (originalment la parròquia) es va denominar d'aquesta manera per l'antiga granja Vennesla (Nòrdic antic Vendilslá), atès que la primera església es va construir allà. El primer element del nom és el genitiu de vendill que significa "branqueta" (potser utilitzat com el nom d'un braç del Venneslafjorden) i l'últim element és lá que significa "pantà".

### Escut d'armes
L'escut d'armes és modern, el mateix va ser aprovat el 1971. La banda ondulada simbolitza al riu Otra, que travessa el municipi. Els arbres simbolitzen els repoblaments i els engranatges simbolitzen la indústria.

## Geografia
Vennesla limita per l'oest amb els municipis de Marnardal i Songdalen, per l'est amb Birkenes i Iveland. Al nord-est amb Evje og Hornnes, i al sud amb Kristiansand.

## Economia

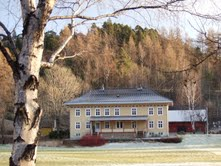
Vikeland Hovedgård

Vennesla ha estat per molt temps un petit poble industrial, amb la fàbrica de paper Hunsfos Fabrikker AS com el principal referent de la comunitat. No obstant això en dècades recents, el nombre d'empleats ha disminuït dràsticament des d'uns 1,200 en la dècada de 1970, a 200 el 2005 i només uns 120 el 2007. El 2010 la fàbrica de paper emprava 135 persones. El 2011 Hunsfos Fabrikker AS va celebrar 125 anys d'operació. www.hunsfos.com Arxivat 2016-09-18 a Wayback Machine.

## Vikeland hovedgård
Hi ha una mansió a Vennesla anomenada Vikeland hovedgård, que es diu que està habitada per un fantasma anomenat "la dama blava" (den Blå Dama). Mary, la dama blava era una treballadora de la granja que existia allà, i es va enamorar del fill de l'amo de la granja. Però no se'ls va permetre que es casessin, per la qual cosa s'explica que Mary es va suïcidar penjant-se en el "quart blau", d'allí el seu nom. En l'actualitat, quan es realitzen casaments a la mansió, els amos de la propietat permeten que el fantasma de la dama blava participi de les celebracions del casament col·locant un lloc addicional a la taula per a ella.

## Fills il·lustres
- Børre Knudsen (1937—2014), sacerdot i activista contra l'avortament.[4]

## Ciutats agermanades
Vennesla manté una relació d'agermanament amb les següents localitats:
- Odder  Denmark
- Katrineholm  Sweden
- Salo  Finland